# Skrętka

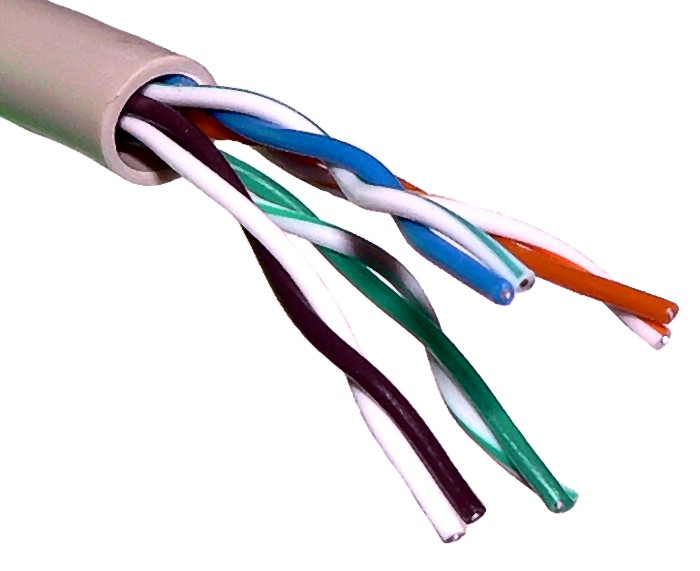
Skrętka nieekranowana (U/UTP) 4-parowa z widocznymi różnymi skokami skręcenia par

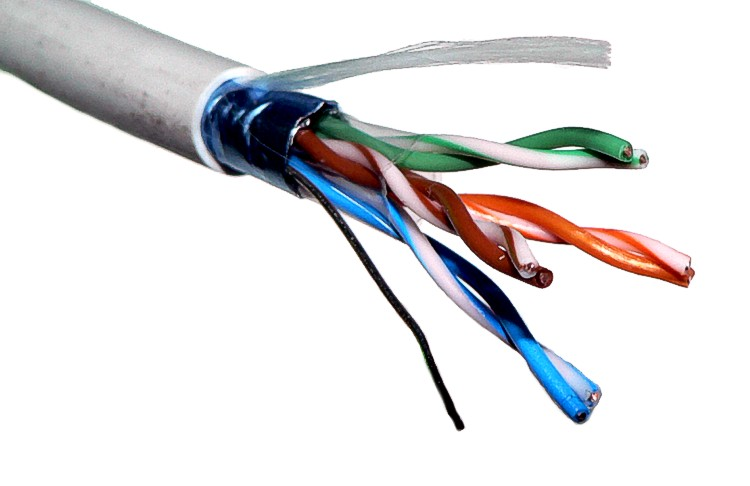
Skrętka ekranowana folią (F/UTP) 4-parowa

Skrętka – rodzaj przewodu sygnałowego służącego do przesyłania informacji, który zbudowany jest z jednej lub większej liczby par kabli skręconych ze sobą w celu eliminacji wpływu zakłóceń elektromagnetycznych oraz zakłóceń wzajemnych, zwanych przesłuchami. Skręcenie żył powoduje jednocześnie zawężenie pasma transmisyjnego. Wynalazcą tego rozwiązania jest Alexander Graham Bell.
Skrętki mają zastosowanie w łączach telekomunikacyjnych oraz sieciach komputerowych – obecnie najczęściej wykorzystywane są w telefonii stacjonarnej oraz w sieciach Ethernet. Skrętka ma zastosowanie przy przesyłaniu danych zarówno w postaci analogowej, jak i cyfrowej.

## Rodzaje skrętki
Wyróżnia się skrętkę nieekranowaną (U/UTP), ekranowaną folią, która posiada dodatkowe płaszcze z folii (F/UTP i U/FTP) oraz z metalowej siatki (SF/UTP, S/FTP i SF/FTP).
Norma ISO/IEC 11801:2002 opisuje sposób oznaczania kabli. Określa ona, że przewody powinny posiadać opis o składni xx/yyTP, gdzie oznaczenie xx odnosi się do całości przewodu, a yy opisuje pojedynczą parę przewodów (np. UTP – para nieekranowana).
Przyjmowane przez xx i yy oznaczenia są następujące:
- U – nieekranowane (ang. unshielded),
- F – ekranowane folią (ang. foiled),
- S – ekranowane siatką (ang. shielded),
- SF – ekranowane folią i siatką.

Spotykane konstrukcje kabli typu skrętka to:
- U/UTP (dawniej UTP) – skrętka nieekranowana,
- F/UTP (dawniej FTP) – skrętka foliowana,
- S/UTP  – skrętka nieekranowana dodatkowo w ekranie z siatki,
- SF/UTP (dawniej STP) – skrętka ekranowana folią i siatką,
- U/FTP – skrętka z każdą parą w osobnym ekranie z folii,
- F/FTP – skrętka z każdą parą foliowaną i dodatkowo całość w ekranie z folii,
- S/FTP (dawniej SFTP) – skrętka z każdą parą foliowaną i dodatkowo całość w ekranie z siatki,
- SF/FTP (dawniej S-STP) – skrętka z każdą parą foliowaną i dodatkowo całość w ekranie z folii oraz siatki.

## Elektryczne parametry skrętki
- Impedancja falowa
- Tłumienność – stosunek napięcia wyjściowego do napięcia wejściowego sygnału transmitowanego w przewodzie, wyrażane w decybelach na jednostkę długości.
- Propagacja sygnału – (ang. Nominal Velocity of Propagation, NVP) prędkość propagacji impulsu elektrycznego podawana jako ułamek dziesiętny lub wartość procentowa, pozwala na określenie prędkości impulsu w stosunku do prędkości światła w próżni (c ≈ 300 000 km/s). Na przykład NVP = 74% oznacza, że prędkość impulsu w kablu Vf wynosi 0,74c (Vf = 222 000 km/s). W tym przypadku impuls elektryczny będzie potrzebował około 4,5 ns na przebycie 1 m.

Kolory skrętki

- Rezystancja stałoprądowa.

## Klasa skrętki
Klasy skrętki według europejskiej normy EN 50173:
- klasa A (kategoria 1) – realizacja usług telefonicznych z pasmem częstotliwości do 100 kHz;
- klasa B (kategoria 2) – okablowanie dla aplikacji głosowych i usług terminalowych z pasmem częstotliwości do 1 MHz;
- klasa C (kategoria 3) – używana najczęściej w sieciach telefonicznych, wykorzystuje pasmo częstotliwości do 16 MHz;
- klasa D (kategoria 5/5e) – najczęściej stosowana do budowy sieci lokalnych, obejmuje aplikacje wykorzystujące pasmo częstotliwości do 100 MHz;
- klasa E (kategoria 6) – rozszerzenie ISO/IEC 11801/TlA wprowadzone w 1999 r., obejmuje okablowanie, którego wymagania pasma są do częstotliwości 250 MHz (przepustowość rzędu 200 Mb/s). Przewiduje ono implementację Gigabit Ethernetu (4x 250 MHz = 1 GHz) i transmisji ATM 622 Mb/s;
- klasa EA (kategoria 6A) – wprowadzona wraz z klasą FA przez ISO/IEC 11801 2002:2 poprawka 1. Obejmuje pasmo do częstotliwości 500 MHz;
- klasa F (kategoria 7) – opisana w ISO/IEC 11801 2002:2. Możliwa jest realizacja aplikacji wykorzystujących pasmo do 600 MHz. Różni się ona od poprzednich klas stosowaniem kabli typu S/FTP (każda para w ekranie plus ekran obejmujący cztery pary) łączonych ekranowanymi złączami. Dla tej klasy okablowania jest możliwa realizacja systemów transmisji danych z prędkościami przekraczającymi 1 Gb/s;
- klasa FA (kategoria 7A) – wprowadzona przez ISO/IEC 11801 2002:2 poprawka 1. Obejmuje pasmo do częstotliwości 1000 MHz; umożliwia uzyskanie prędkości do 100 Gbit/s na dystansie do 15 m i 40 Gbit/s do 100m;
- klasa I (kategoria 8.1) – w trakcie rozwoju (opisana w ANSI/TIA-568-C.2-1, ISO/IEC 11801 3rd Ed.), wykorzystująca pasmo częstotliwości 1600–2000 MHz; prędkość transmisji ponad 40 Gbit/s;
- klasa II (kategoria 8.2) – w sprzedaży (opisana w ISO/IEC 11801 3rd Ed.), wykorzystująca pasmo częstotliwości 1600–2000 MHz.

Norma TIA/EIA 568A definiuje dodatkowo:
- Kategoria 4 – dla szybkich sieci lokalnych, obejmuje aplikacje wykorzystujące pasmo częstotliwości do 20 MHz.